# The Leopard's Bride
The Leopard's Bride è un film muto del 1916. Il nome del regista non viene riportato nei credit. Sceneggiato da Theodosia Harris e prodotto da David Horsley, il film aveva come interpreti William Clifford e Margaret Gibson.

## Trama
In India, il maggiore Carr e il capitano Morey sono ambedue innamorati della bella Marjorie Lansdown. La ragazza sembra preferire il capitano e Carr, per liberarsi del rivale, lo trasferisce di guarnigione in un avamposto nella jungla. Non solo: il maggiore intercetta le lettere che i due innamorati si scambiano, tanto da far credere a tutti e due che l'altro l'abbia dimenticato. Così Marjorie finisce per accettare la corte di Carr, fidanzandosi con lui. Anche Morey ha intrecciato una relazione con una ragazza indiana, Nadje, che si è profondamente innamorata di lui e che riesce a convincerlo a sposarla.
Quando Carr e la fidanzata, durante una battuta di caccia, si perdono nella jungla, vengono salvati da Nadje che li porta al campo dove si trova Morey. Lì, finalmente, il capitano e Marjorie si rivedono e hanno un chiarimento sulle lettere scomparse. Nadje, al vederli insieme, capisce che i due si amano e decide di sacrificarsi per lasciare libero Morey: si reca nella jungla, dove si trova la tana di un leopardo, si lega a un albero e si offre come vittima sacrificale alla belva.

## Produzione
Il film fu prodotto dalla David Horsley Productions e dalla Centaur Film Company.

## Distribuzione
Distribuito dalla Mutual, il film uscì nelle sale cinematografiche statunitensi il 13 aprile 1916. È conosciuto anche con il titolo Nadje's Sacrifice.
Non si conoscono copie ancora esistenti della pellicola che viene considerata presumibilmente perduta.